# Ali Crawford
Alistair Crawford (Lanark, 26 gennaio 1991) è un calciatore scozzese, centrocampista del Greenock Morton.

## Carriera
Cresciuto nelle giovanili degli Hearts, viene acquisito dal settore giovanile dell'Hamilton Academical. Esordisce in prima squadra nel 2009. Nel 2018 lascia la Scozia per giocare in Inghilterra.